# George Grosz
George Grosz, de nombre real Georg Ehrenfried Groß (Berlín, 26 de julio de 1893-Berlín Oeste, 6 de julio de 1959) fue un pintor alemán nacionalizado estadounidense de la época expresionista. Fue un miembro prominente del movimiento Dada de Berlín y de la Nueva Objetividad durante su etapa en la República de Weimar, antes de emigrar a los Estados Unidos en 1933. Su estilo evolucionó del dadaísmo a la nueva objetividad, corriente de la cual fue uno de los principales maestros.

## Biografía

### Del clasicismo a las vanguardias
Entre 1909 y 1912 estudió en la Academia de Dresde, y entre 1912 y 1917 en la Academia de Artes y Oficios de Berlín (Kunstgewerbeschule), en la que fue alumno de Emil Orlík, con la intención de convertirse en dibujante de historietas. Pero también se dedicó en esa época a copiar obras de maestros clásicos, en especial las de Rubens que se encontraban en la pinacoteca de Dresde, a la vez que realizaba unos dibujos muy personales para periódicos y revistas satíricas, utilizando para ello la caricatura.
En 1913 se trasladó a París, ciudad en la que entró en contacto con las vanguardias, el cubismo y el futurismo. En esa ciudad pudo también admirar de cerca la obra de Goya, Toulouse Lautrec y Honoré Daumier. En estos años se desarrolló una importante evolución en su estilo pictórico, con una progresiva simplificación de las formas, en la que se notaba una gran influencia del cubismo y el futurismo, pero también del expresionismo, muy presente entre los jóvenes artistas alemanes de la época.
En 1914, al estallar la Primera Guerra Mundial, Grosz se alistó en el Ejército Imperial Alemán, en un regimiento de granaderos. Sin embargo, ya en 1916 se le licencia, según se dijo entonces por motivos de salud física, quizás una sinusitis crónica, aunque es posible que el verdadero motivo de su licenciamiento fuera un shock psicológico del que tuvo que recuperarse en un hospital militar.
De vuelta a la pintura, entre 1915 y 1917, la simplificación gráfica de su obra se agudizó, para permitirle expresar el horror de la guerra y el desplome moral que siguió a la derrota prusiana. Ese fue el estilo que tuvo la producción de Grosz en los años siguientes, caracterizados por su adhesión al movimiento dadá (alrededor de 1920). En esa época produjo su serie de dibujos conocida como Ecce Homo. Fuertemente impresionado por la revolución rusa, también adoptaría durante ese periodo políticas revolucionarias. En los últimos meses de 1918 se unió a la Liga Espartaquista, que posteriormente se renombraría Partido Comunista de Alemania (KPD). Fue detenido por su participación en el Levantamiento Espartaquista que lideraban Rosa Luxemburgo y Karl Liebknecht. A partir de ese momento, sería procesado en diversas ocasiones por incitación al odio de clases, ofensa al pudor, vilipendio a la religión y otras razones. Por ejemplo, en 1921, George Grosz fue acusado de injurias a las fuerzas armadas, y condenado a una multa de 300 marcos. Además se destruyó el conjunto Gott mit uns (Dios con nosotros), obra satírica sobre la sociedad alemana. 
En mayo de 1920 se casó con Eva Peters y en 1922 Grosz viajó a la Rusia soviética junto al escritor Martin Andersen Nexø, donde tuvo la oportunidad de conocer a personalidades como Grigory Zinoviev, Anatoly Lunacharsky, y Vladimir Lenin, No obstante, lo que vio durante esta estancia de seis meses no le impresionó especialmente. Grosz dejó el KPD en 1923, aunque sus posiciones políticas no sufrieron grandes cambios.

### Mezcla de estilos
Su producción artística de esa época se basaba en unos cimientos cubistas y futuristas mezclados con fuentes artísticas áulicas del pasado e iconografías populares.
Así, evolucionó desde dibujos caricaturescos hacia visiones urbanas apocalípticas y violentas con una politización bastante clara, con lo que se integró en el ala izquierda del movimiento que se denominó "Neue Sachlichkeit" (Nueva Objetividad), inaugurado con una exposición en y precisiones particulares, formando una estructura a la vez exaltada y visionaria. Sus dibujos, muchos de los cuales están realizados con tinta o acuarela han contribuido notablemente a la imagen que muchas personas tienen de la Alemania de los años 1920.

### El periodo estadounidense

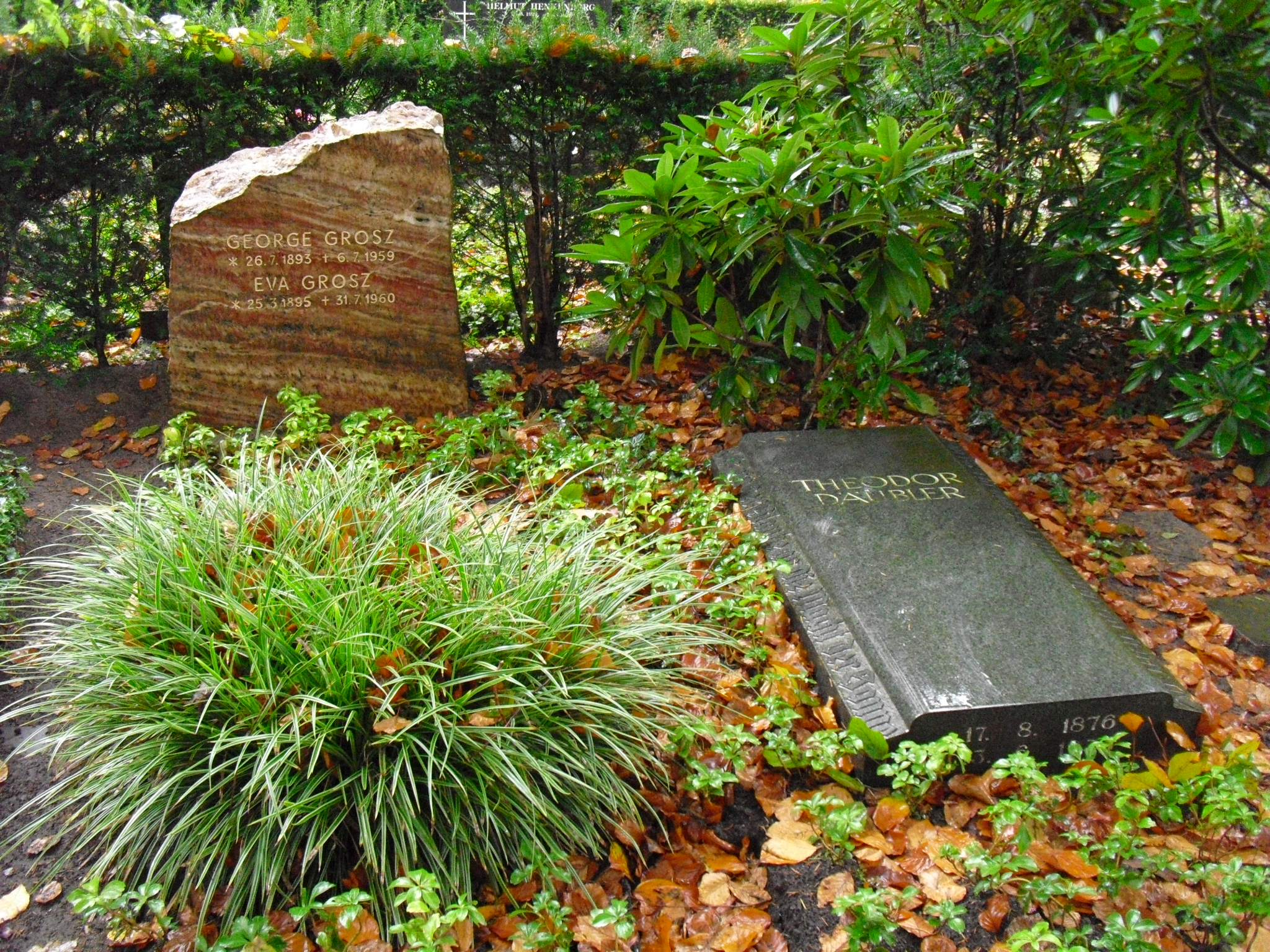
Tumbas de George Grosz y Theodor Däubler en el Friedhof Heerstraße de Berlín.

Furibundo antinazi, Grosz dejó Alemania poco antes de que Hitler llegara al poder. En 1932, cuando el nazismo está en auge en Alemania, la obra de Grosz pasa a ser interpretada como modelo del arte degenerado, y Grosz recibió el inquietante título, por parte de algún ideólogo nazi, de "bolchevique cultural número uno". En junio de ese año aceptó una invitación para impartir clases durante el semestre de verano en la Liga de estudiantes de arte de Nueva York. Unos meses después, en octubre, Grosz regresó a Alemania, pero el 12 de enero de 1933 él y su familia emigraron a Estados Unidos, justo unos días antes de que Adolf Hitler accediera al poder. El régimen nazi le retiró inmediatamente la ciudadanía alemana, y le incluyó también en la primera lista negra de artistas elaborada por el Ministerio de Propaganda. Trabajó entonces como profesor en Nueva York y en 1938 obtuvo la nacionalidad estadounidense.
La producción del periodo americano, sin embargo, es menos incisiva, a pesar de su regreso en clave surrealista a su anterior grafismo violento y despiadado. De hecho, durante su etapa norteamericana Grosz decidió hacer una clara ruptura con su pasado, y cambió su estilo y temática. La Segunda Guerra Mundial le hizo volver a sentir el pesimismo anterior, manifestado especialmente en alguno de sus óleos, como The Survivor (1944). 
Escribió en 1946 su autobiografía, que tituló A Little Yes and a Big No (Un sí menor y un NO mayor).
En 1958 regresó a Europa, a la entonces Alemania occidental. George Grosz murió el 6 de julio de 1959 en Berlín Oeste, debido a una caída por las escaleras después de haber estado bebiendo durante la noche anterior.